# Kiss Szofi
Kiss Szofi (Budapest, 1995. január 17. –) magyar szinkronúszó.

## Sportpályafutása
2008-tól versenyeztek együtt Czékus Eszterrel párosban. A 2010-es ifjúsági Európa-bajnokság volt az első jelentős nemzetközi versenyük. 2011-ben a világbajnokságon 21. lettek párosban. Az ifjúsági Európa-bajnokságon hetedikek voltak.
2012-ben kilencedikek voltak a német, nyolcadikok a francia nyílt bajnokságon. Áprilisban a londoni kvalifikációs versenyen megszerezték az indulási jogot az ötkarikás játékokra. Júliusban ötödikek lettek a svájci nyílt bajnokságon.
A 2012-es londoni olimpián a 21. helyen végeztek.
2013 februárjában bejelentette, hogy lemondja a magyar válogatottságot.
A 2014-es úszó-Európa-bajnokságon Berlinben Schwarcz Anett-tel párosban 15., csapatban 11., kombinációban 9. lett.
Tagja volt a 2017-es úszó-világbajnokságon részt vevő magyar szinkronúszó válogatottnak, s párosban is indult Schwarcz Anett-tel. Az egyéni verseny technikai gyakorlatában a 13. helyen végzett, a duett gyakorlatot a 19. helyen zárták, a csapatverseny technikai selejtezőjében a 15., míg az egyéni versenyszám selejtezőben a 17. helyen végzett.
2018 novemberében bejelentette visszavonulását. A Ferencváros műúszó szakosztályának edző-koreográfusa lett.

## Díjai, elismerései
- Az év magyar szinkronúszója (2008, 2010, 2011)